# Aliciella hutchinsifolia
Aliciella hutchinsifolia är en blågullsväxtart som först beskrevs av Per Axel Rydberg, och fick sitt nu gällande namn av J. M. Porter. Aliciella hutchinsifolia ingår i släktet Aliciella och familjen blågullsväxter. Inga underarter finns listade i Catalogue of Life.